# Solo Flight
Solo Flight – solowy album amerykańskiego pianisty jazzowego Raya Bryanta.

## O albumie
LP został nagrany 21 grudnia 1976 w RCA Studios, w Nowym Jorku. Wydany w 1977 przez Pablo Records. W 1996 w Fantasy Studios, w Berkeley (Kalifornia), Phil De Lancie dokonał cyfrowego remasteringu. Reedycja, jako CD, ukazała się w 1996 nakładem wytwórni Original Jazz Classics.

## Muzycy
- Ray Bryant – fortepian

## Lista utworów
Strona A
| 1. | "In De Back Room" (Ray Bryant)                                                              | 5:19  |
|    |                                                                                             |       |
| 2. | "What Are You Doing The Rest Of Your Life" (Michel Legrand, Alan Bergman i Marilyn Bergman) | 4:17  |
|    |                                                                                             |       |
| 3. | "Monkey Business" (Ray Bryant)                                                              | 4:07  |
|    |                                                                                             |       |
| 4. | "Blues In De Big Brass Bed" (Ray Bryant)                                                    | 7:14  |
|    |                                                                                             |       |
|    |                                                                                             | 20:57 |
|    |                                                                                             |       |
Strona B
| 1. | "Moanin'" (Bobby Timmons)              | 4:52  |
|    |                                        |       |
| 2. | "St. Louis Blues" (W.C. Handy)         | 6:50  |
|    |                                        |       |
| 3. | "Take The "A" Train" (Billy Strayhorn) | 5:03  |
|    |                                        |       |
| 4. | "Lullaby" (Ray Bryant)                 | 2:50  |
|    |                                        |       |
|    |                                        | 19:35 |
|    |                                        |       |

## Informacje uzupełniające
- Producent – Norman Granz
- Inżynier dźwięku – Bob Simpson
- Zdjęcia – Phil Stern
- Autor notki (na okładce) – Gary Giddens
- Projekt okładki – Norman Granz, Sheldon Marks
- Łączny czas nagrań – 40:32